# KR580VM80A

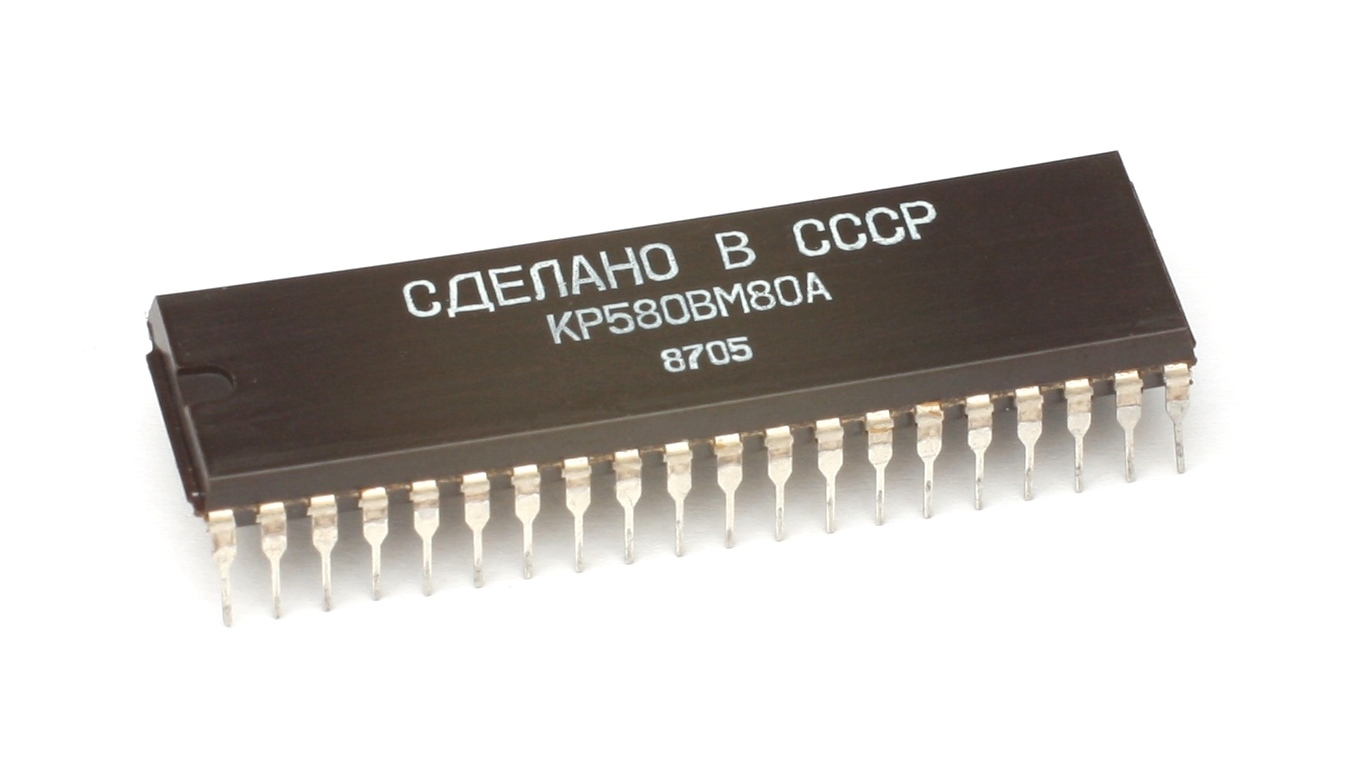
KR580VM80A

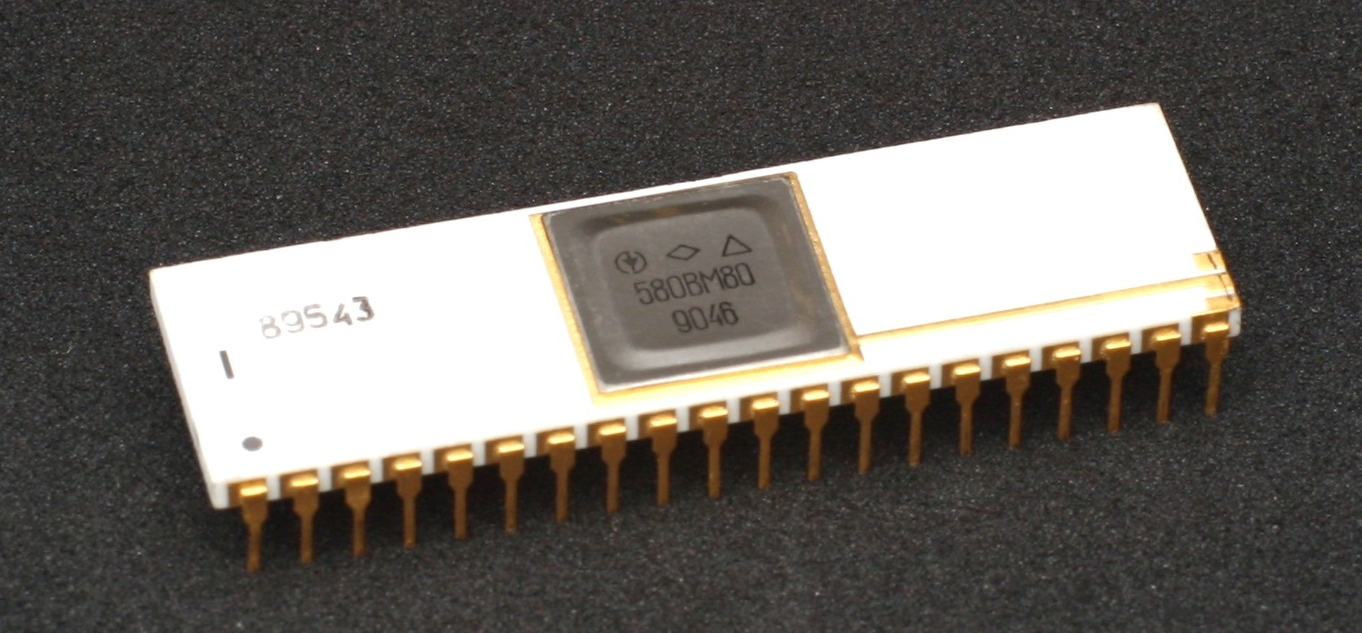
Metallkeramische Ausführung

Der KR580VM80A (russisch: КР580ВМ80А) ist ein sowjetischer 8-Bit-Mikroprozessor, der als genauer Nachbau des Intel 8080 gilt und entsprechend softwarekompatibel ist. Der Prozessor wurde seit Ende der 1970er Jahre bis etwa 1991 produziert. Die weiße, metallkeramische, militärische Ausführung wurde mit 580VM80 bezeichnet.

Mikrofotografie des KR580VM80A Chips (Größe 4634 µm × 4164 µm)

Der K580VM80A fand in verschiedenen sowjetischen Computern und industriellen Steuerungssystemen Anwendung und repräsentiert einen Teil der Bemühungen der Sowjetunion, eigene Mikroprozessoren zu entwickeln, um die Abhängigkeit von westlichen Technologien zu reduzieren.